# 高崎オランダコロッケ
高崎オランダコロッケ（たかさきオランダコロッケ）は、群馬県高崎市の食肉店が2000年に考案した、チーズ入りのコロッケである。

## 発祥・商品
2000年（平成12年）の高崎市制100周年記念事業の「オランダフェスタ・in・高崎」に際して高崎市の食肉関連店が協賛して作ったのがはじまりである。イベント後も、地元からの継続を求める要望によって生産を続け、多くの市民に親しまれる名物のひとつとなった。このコロッケを作る店舗は複数ある。
このコロッケは、ジャガイモの他にチーズとベーコンなどが中身に入り、形は俵型をしている。ポテトの甘味とチーズのコクが絶妙なるおいしさのハーモニーを醸し出すと、web雑誌は書いている。
高崎オランダコロッケは、2007年、絲山秋子のエッセイ『高崎コロッケめぐり』でも紹介された。2010年3月、日本テレビでは、料理専門家100人が選ぶ「ご当地最新B級グルメベスト50」で第13位になった、同年5月、テレビ朝日は今年ブレイクしそうな最新B級ご当地グルメのベスト10の9位に選ぶ。また、同年6月、サッカーワールドカップのオランダ戦に向けて、「岡田JAPANガンバレ オランダ食べて連勝だ」の看板を店頭に掲示の上オランダコロッケを増産し、日本代表を応援した。この応援で、オランダコロッケが一日千個以上売れる日もあった。
日本コロッケ協会（東京）が主催するコロッケグランプリにおいて、バラエティー部門で平井精肉店のオランダコロッケが2013年・2014年の2年連続で金賞を受賞した。